# Dicke Eiche von Liernu

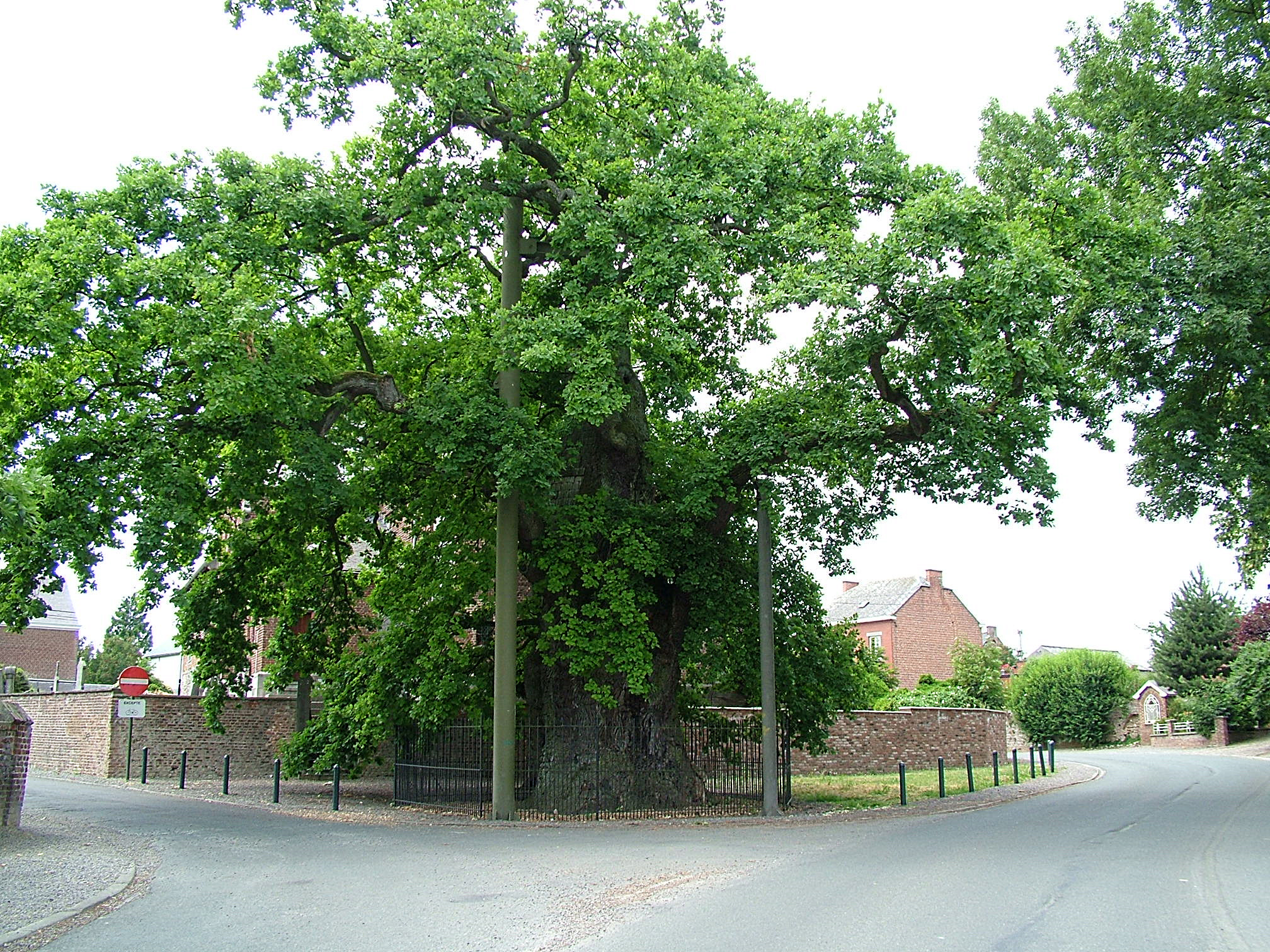
Dicke Eiche in Liernu (2016)

Die Dicke Eiche von Liernu (französisch: Gros Chêne de Liernu), (niederländisch: dikke eik van Liernu) ist eine Stieleiche (Quercus robur) neben der Kirche im Ortsteil Liernu der Gemeinde Éghezée in der belgischen Provinz Namur. Sie gilt mit einem Umfang am Boden von 14,65 m  und auf Brusthöhe von 10,41 m (2003) als die dickste Eiche in Belgien.
Bereits seit 1939 steht der Baum in Belgien unter Denkmalschutz. Im 19. Jahrhundert sollte der Baum gefällt werden, doch 1838 machte ein Abt ihn durch die Aufstellung eines Bildes des heiligen Antonius im hohlen Stamm zu einem Wallfahrtsort, wodurch dies verhindert wurde. Daraufhin entwickelte sich im Ort der Brauch, zur Heilung kranker Tiere zwei brennende Kerzen einzustellen, jedoch wurde 1970 das Bild gestohlen. Trotz des hohlen Stammes scheint der Baum jedoch sehr vital. 2016 nahm der Baum als Vertreter Belgiens am Wettbewerb „Europäischer Baum des Jahres“ teil.

Es wird angenommen, dass der Baum im späten Mittelalter gepflanzt wurde, durch den hohlen Stamm ist eine genaue Altersbestimmung jedoch nicht möglich. Die Schätzungen des Alters reichen von 600 Jahren bis zu über 1000 Jahren. Laut einer Legende, die im Ort erzählt wird, soll Karl der Große beim Durchqueren des großen Kohlenwaldes eine von einem Eichelhäher fallengelassene Eichel auf den Kopf bekommen haben und diese dann mit den Worten: „kleine Eichel, die Bewohner von Liernu werden sich an dich erinnern.“ gepflanzt haben. In Anlehnung an diese Legende und an das Konzept „Vater Europas“ wurden am 30. Mai 2015 in Liernu drei neue Eichen gepflanzt.

Die dicke Eiche in Liernu
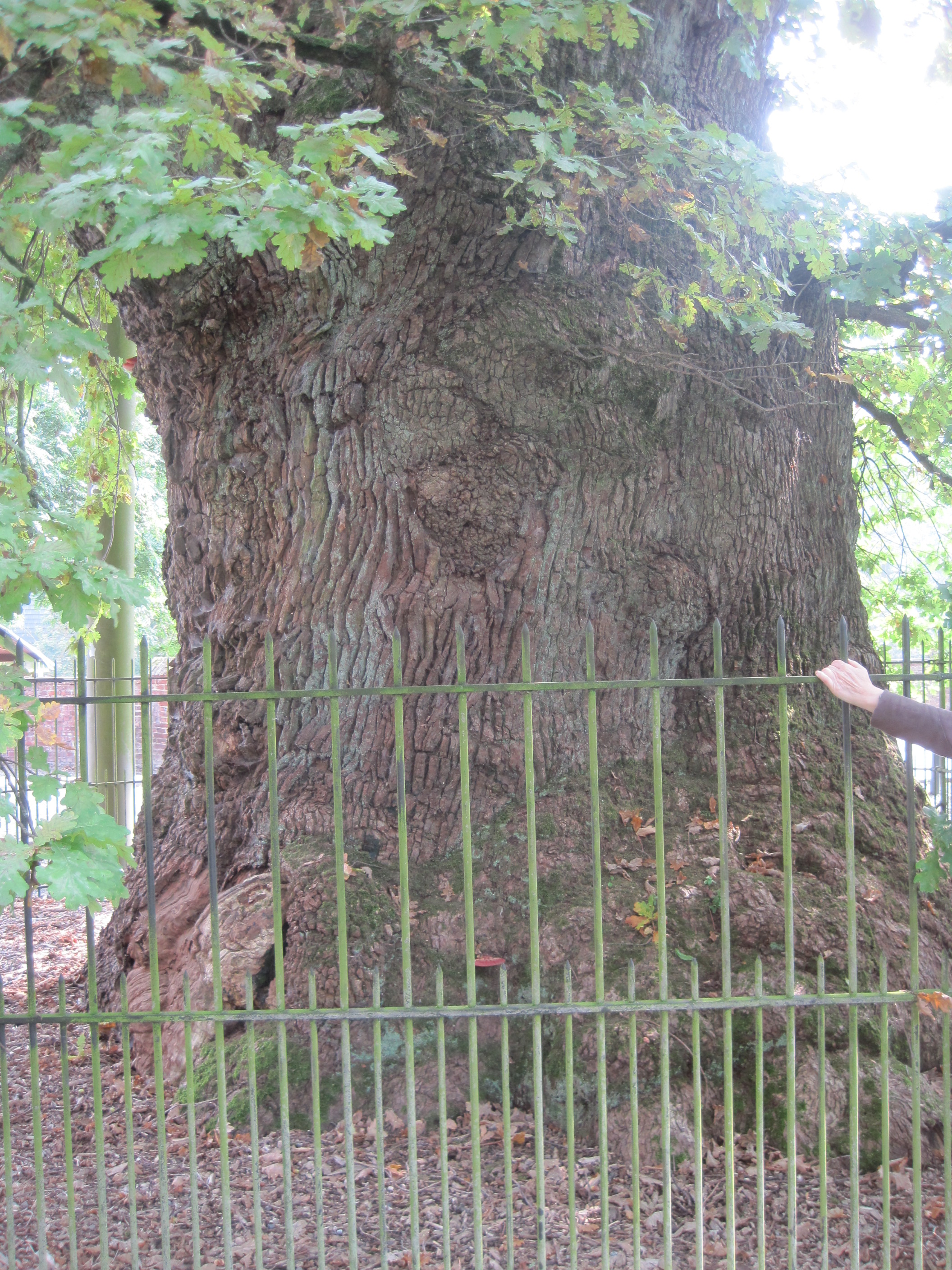
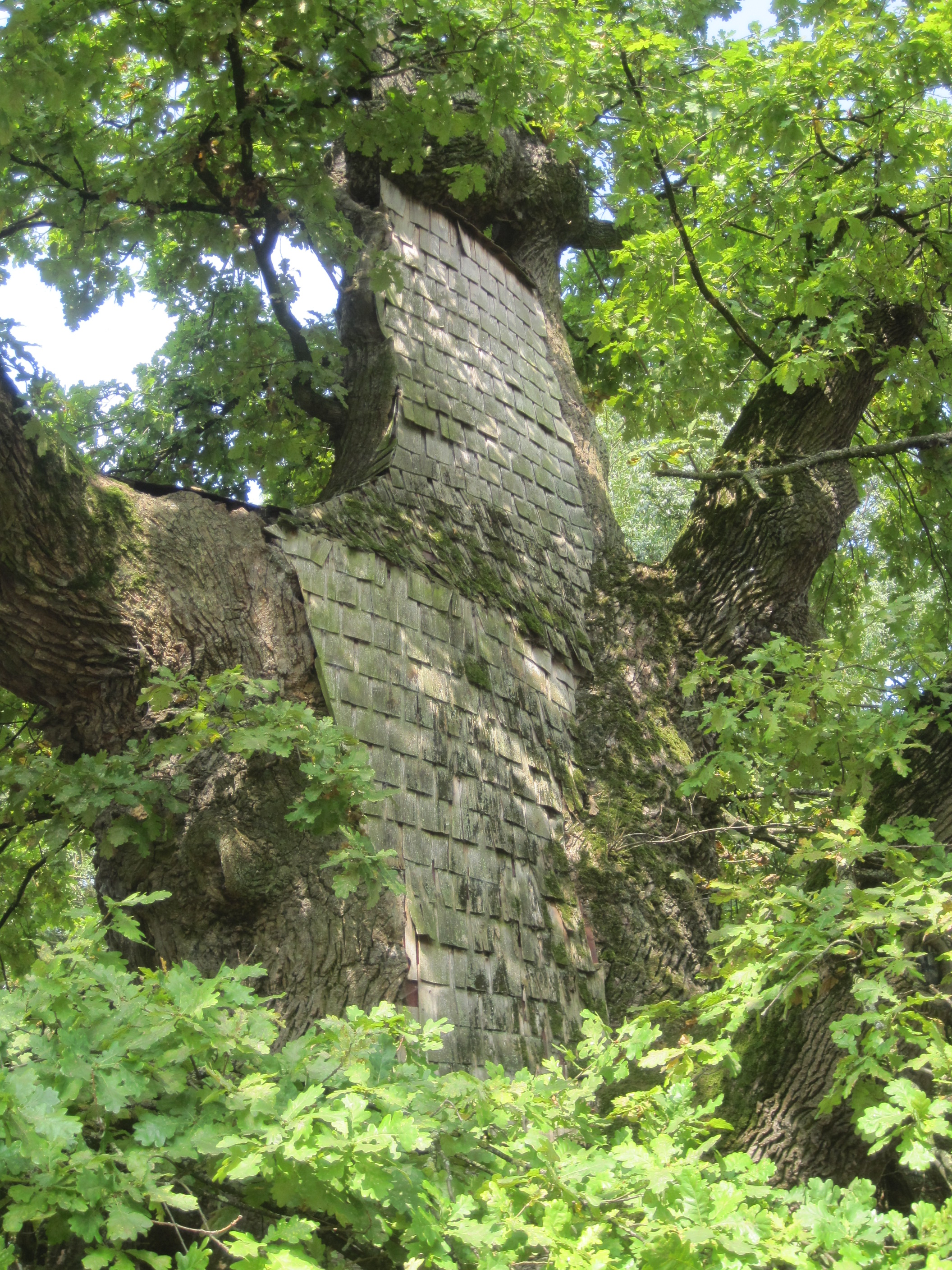
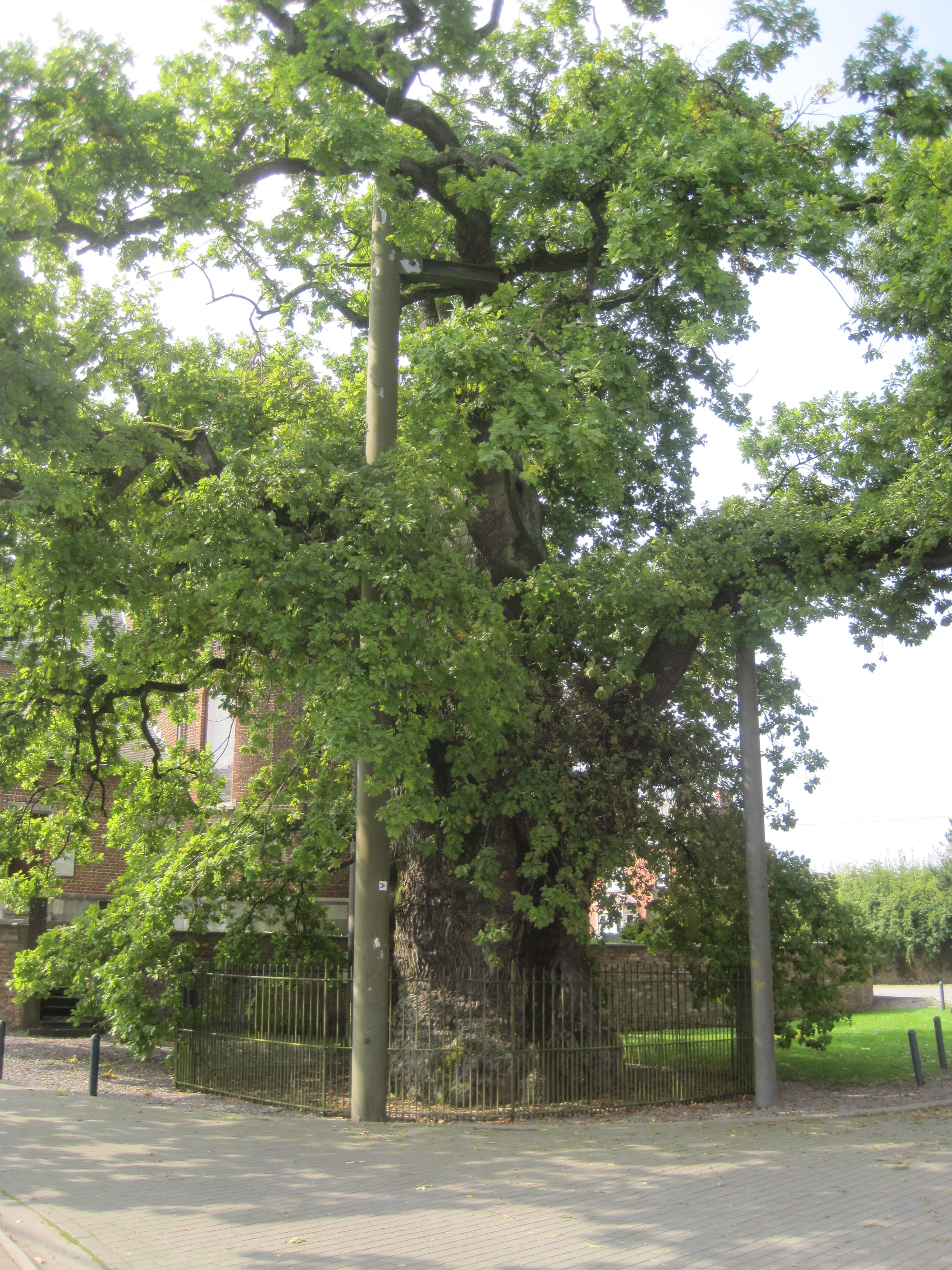
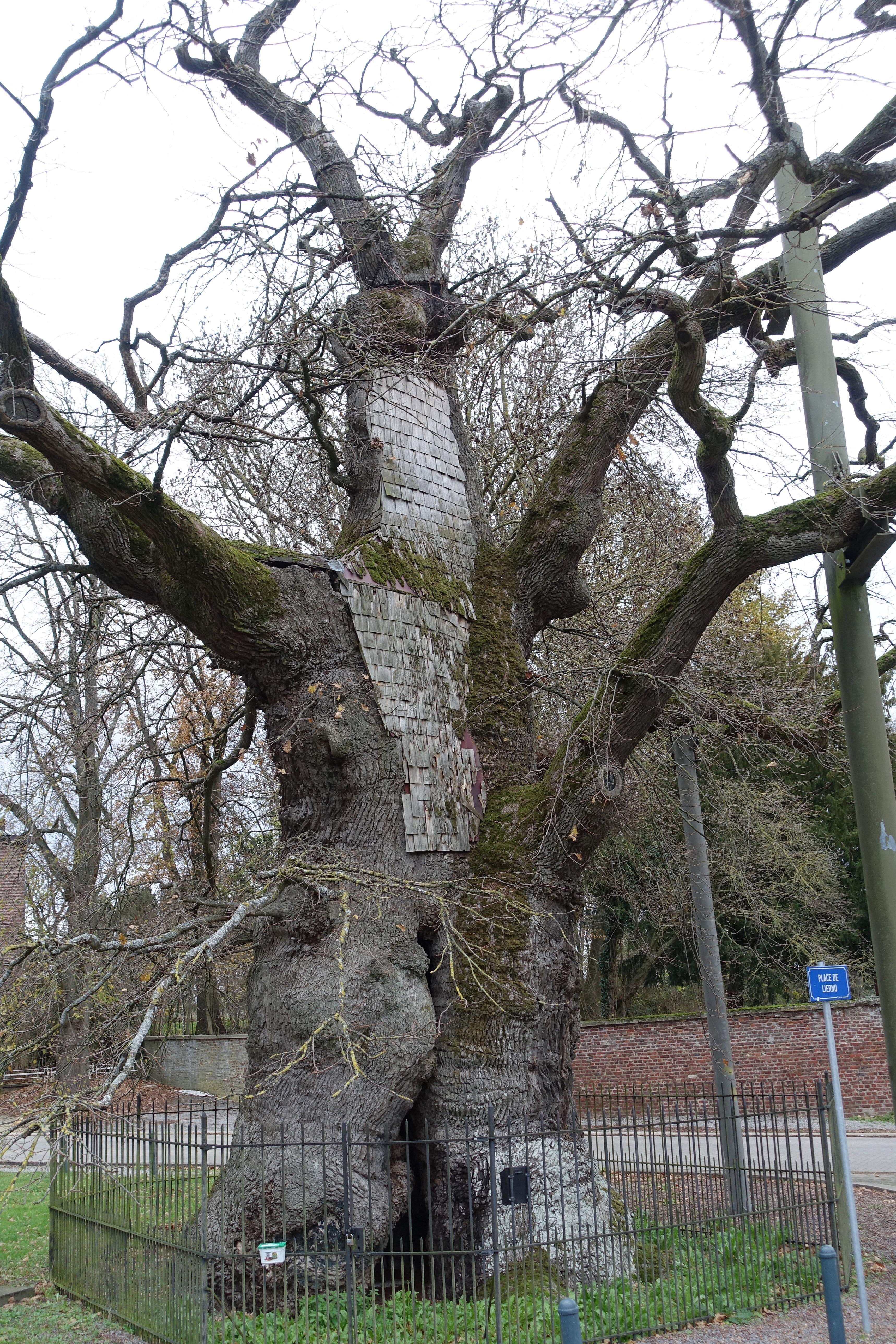
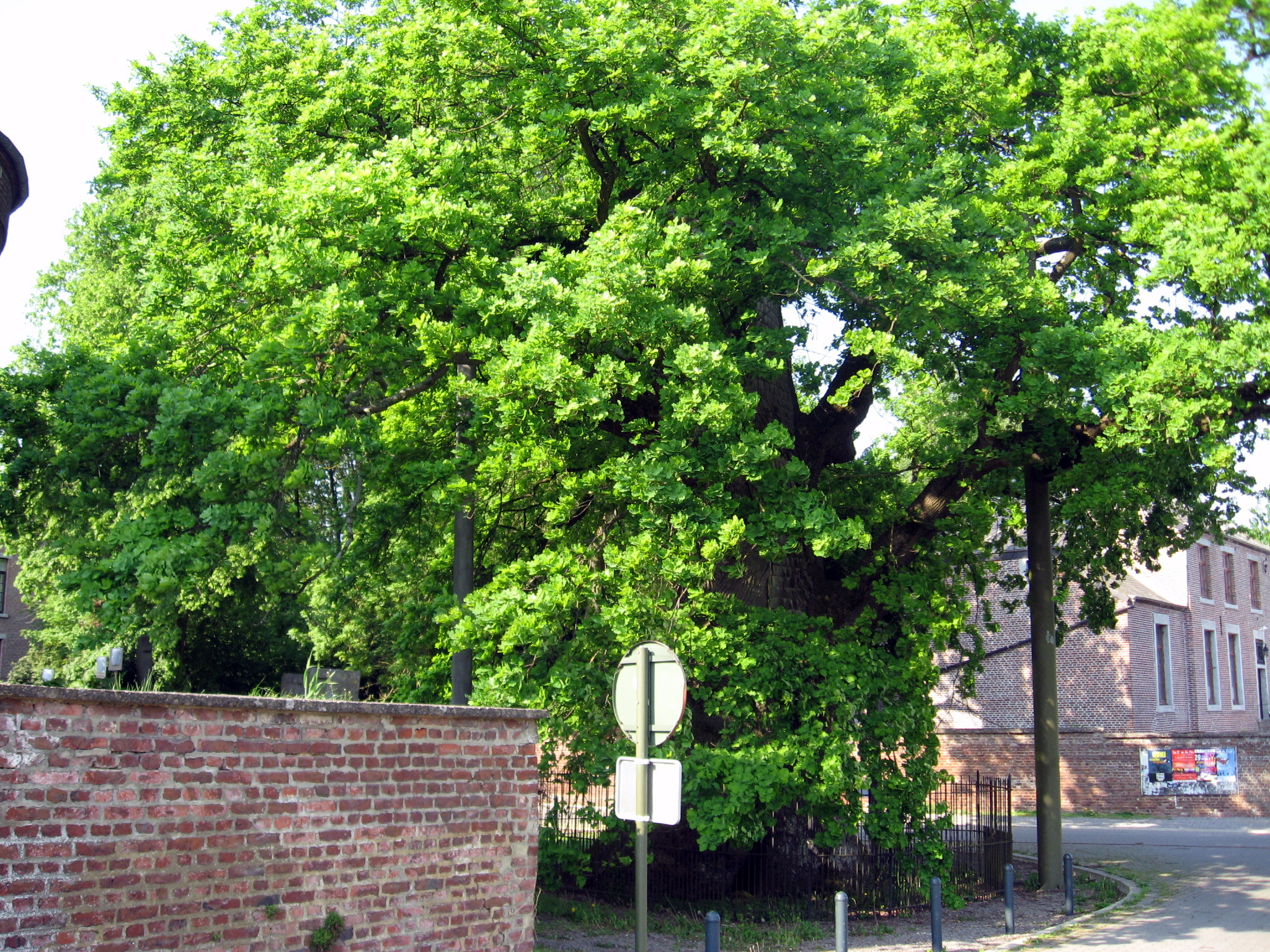
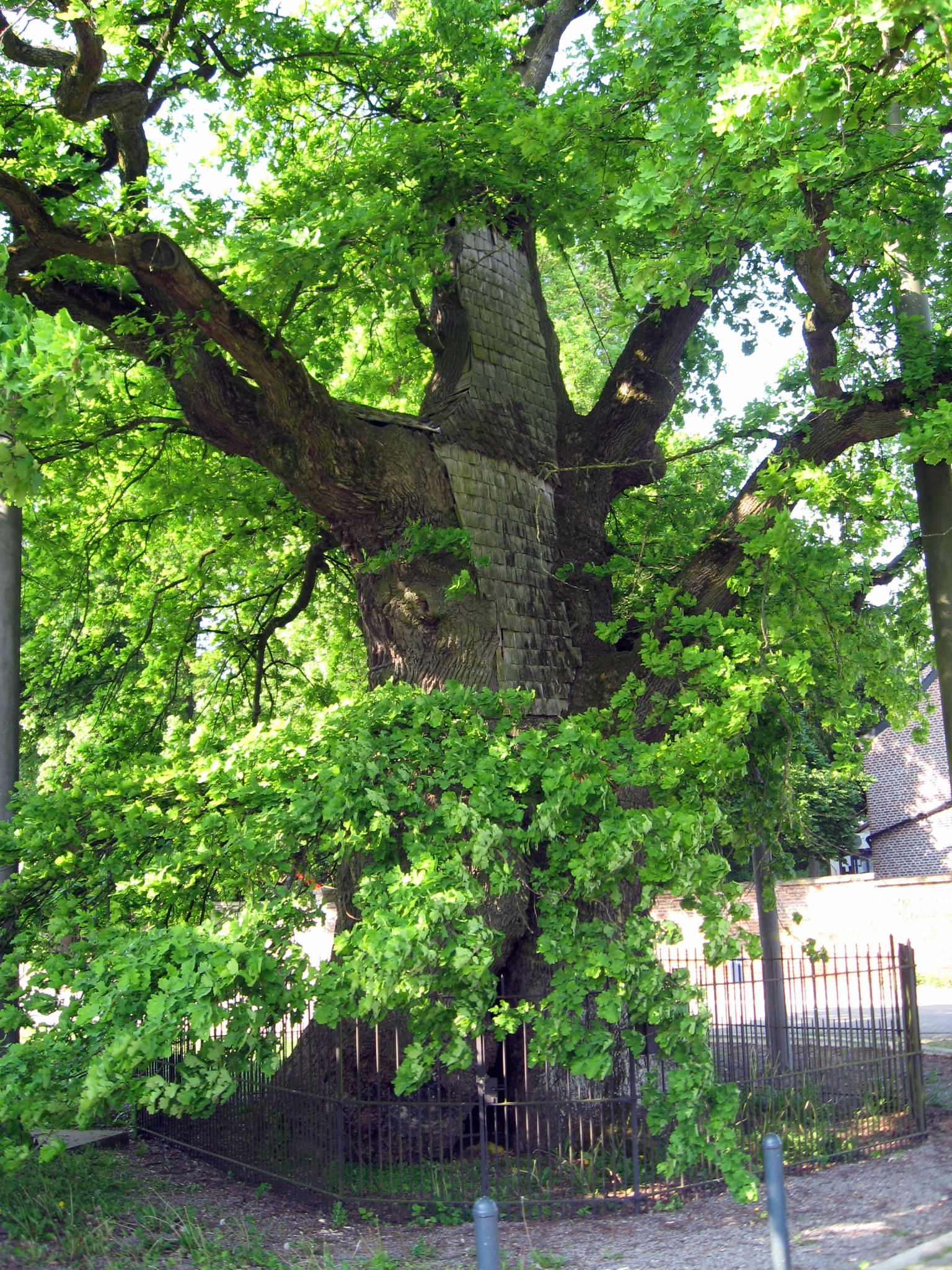
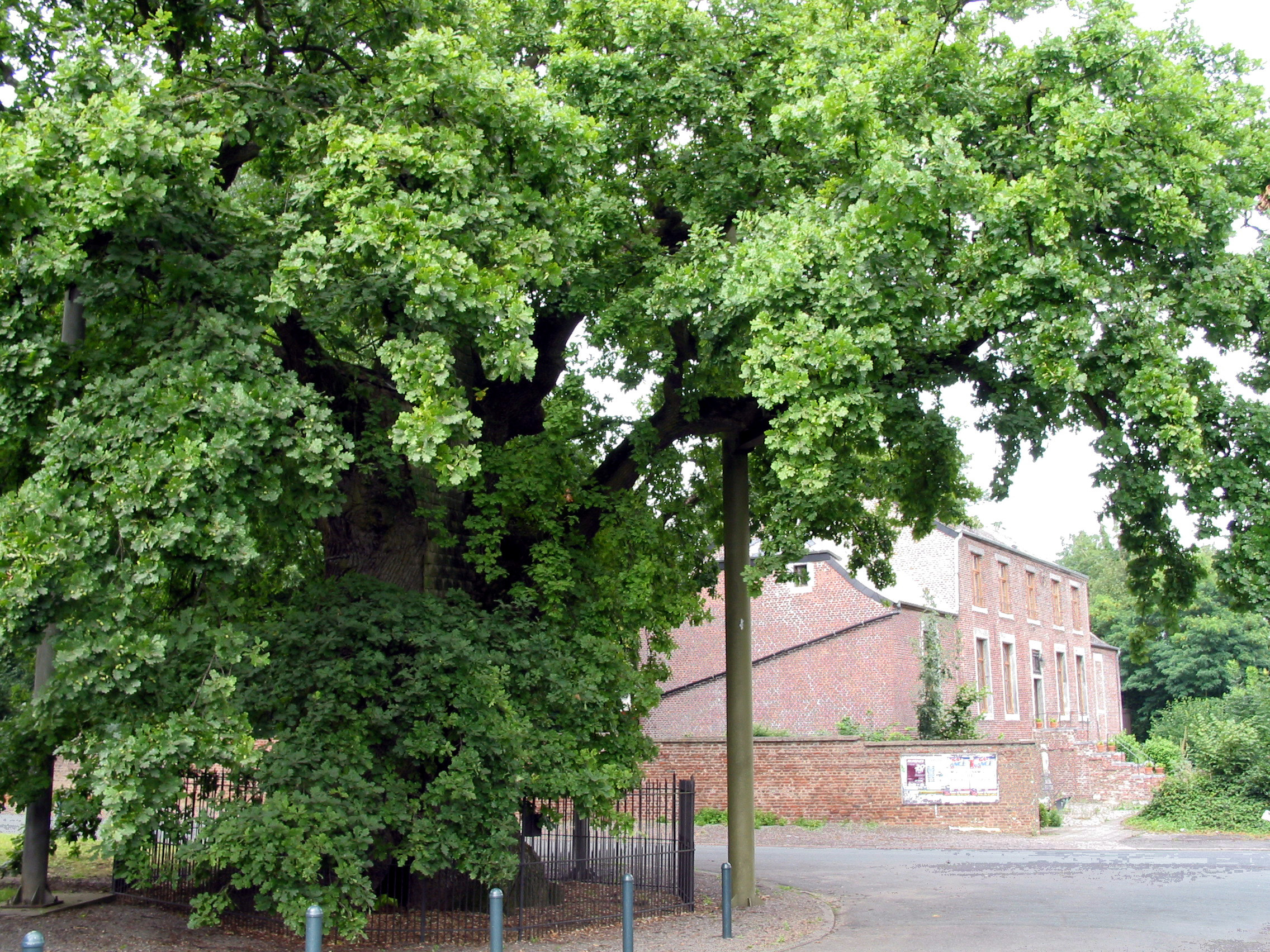
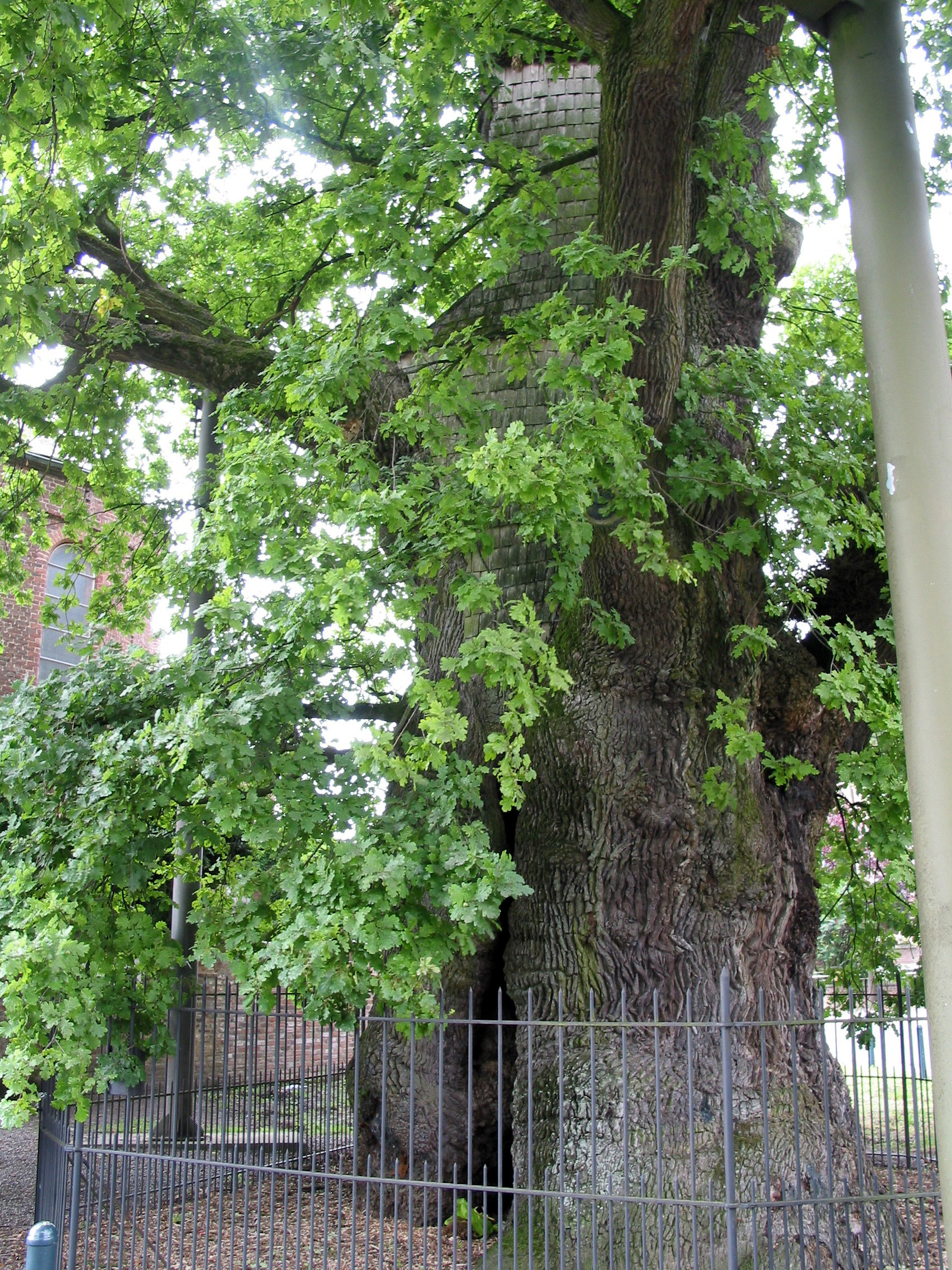
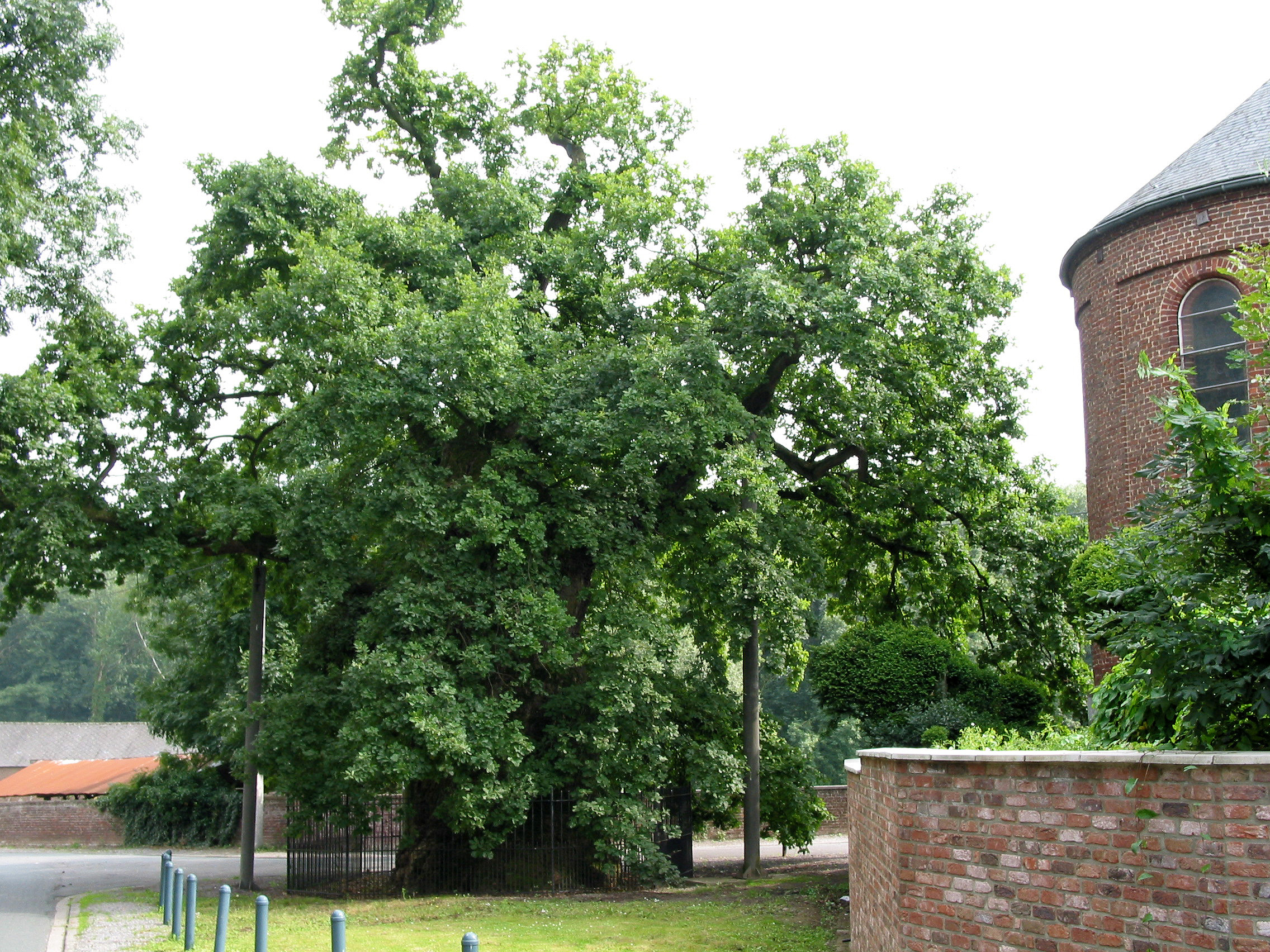
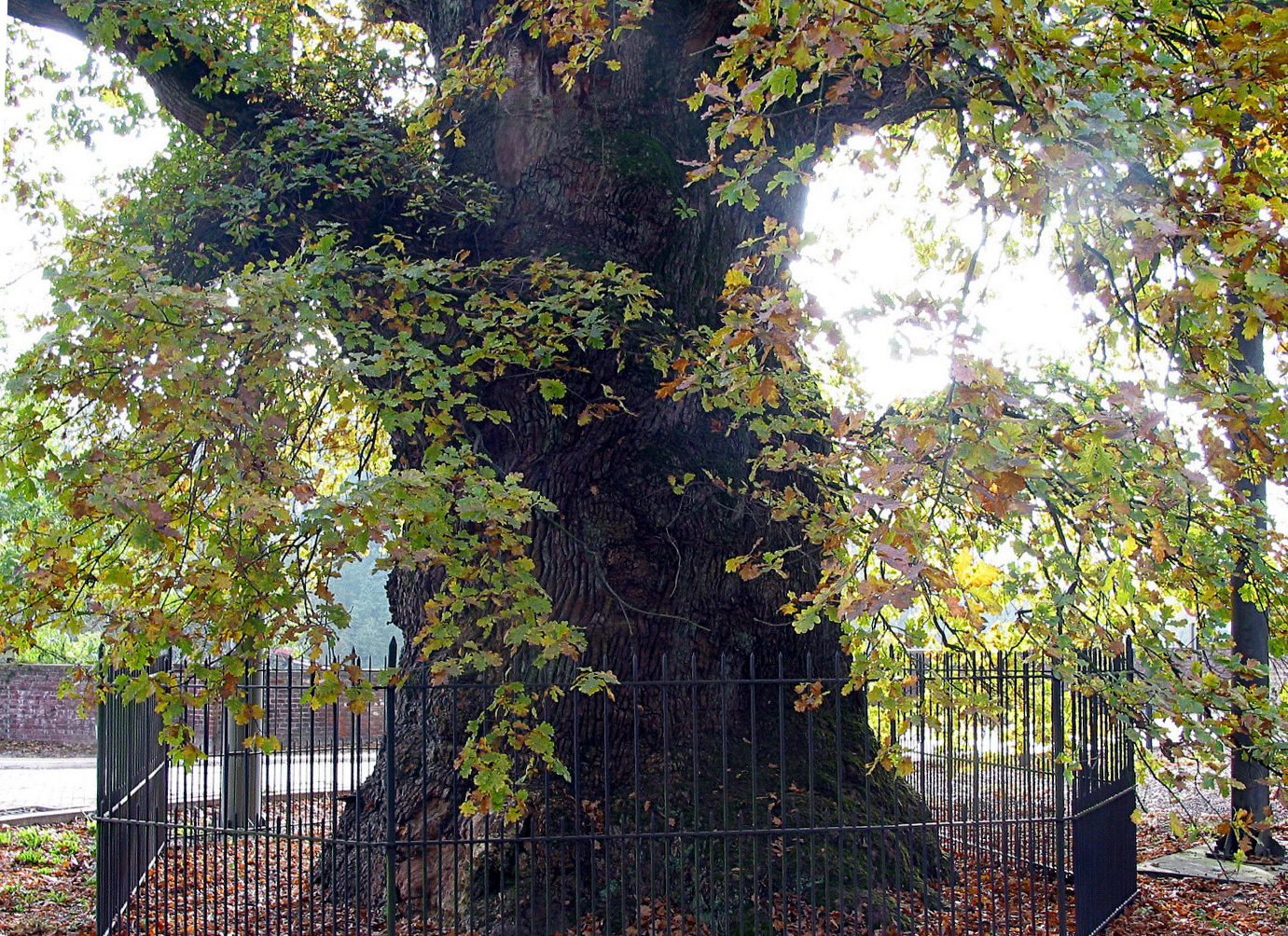